# Vasquez sounds

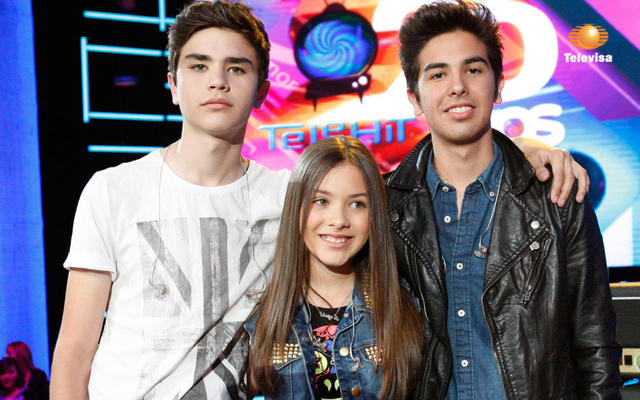
Vasquez Sounds

Vázquez Sounds is een muzikaal trio gevormd door de broers en zus Abelardo (1995), Gustavo (1998) en Angela Vázquez (2001) afkomstig uit de stad Mexicali, Baja California in Mexico. Ze staan bekend om hun cover van Adele met "Rolling in the Deep", die kreeg meer dan 106 miljoen YouTubehits, en werd een internetsensatie, en daarnaast ontvingen ze zendtijd op de Spaanse televisie, CNN en Español en Good Morning America met dit eerste nummer.

## Carrière
Abelardo, Gustavo en Angela Vázquez zijn kinderen van muziekproducer Abelardo Vázquez, die heeft gewerkt met groepen als Mexicaanse bands Reik, Nikki Clan en Camila. Vázquez Sounds maakt gebruik van hun vaders studio voor het opnemen en bewerken van hun muziek.
Vázquez bracht hun cover van Adele's "Rolling in the Deep" op 10 november 2011 uit op YouTube. Op 12 december 2011 werd gemeld dat het trio had getekend met Sony Music. Ze brachten hun tweede single, een versie van "All I Want For Christmas Is You", uit op 13 december 2011. Op 17 januari 2012 brachten ze een cover van 'Forget You " uit door Cee Lo Green.

## Leden van de band
Het trio vormt een volledige band met de volgende leden:
- Abelardo Vázquez – gitaar, basgitaar en piano
- Gustavo Vázquez – drum
- Angela Vázquez – zang